# Schrijn

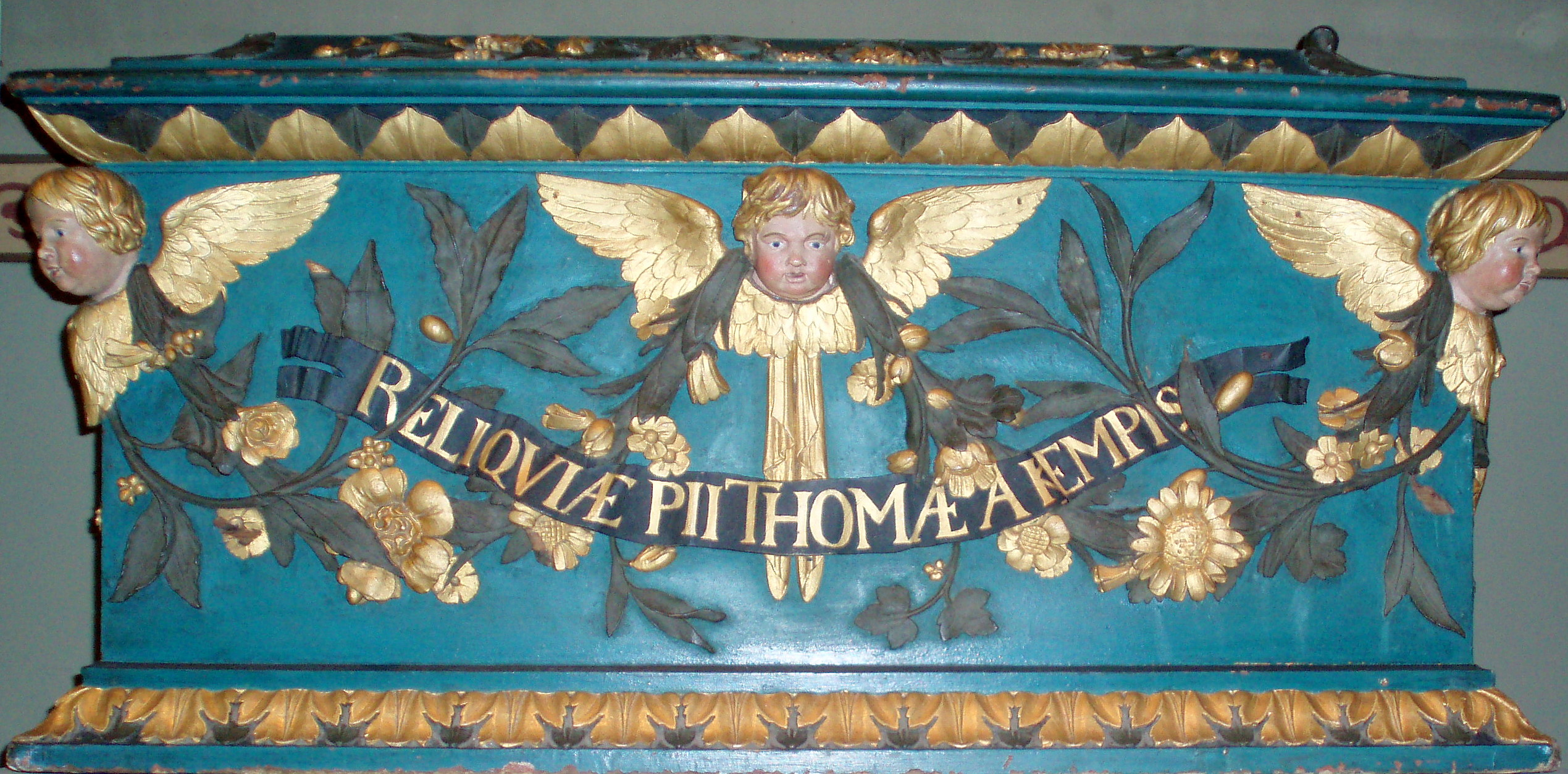
Een reliekschrijn met het gebeente van Thomas a Kempis

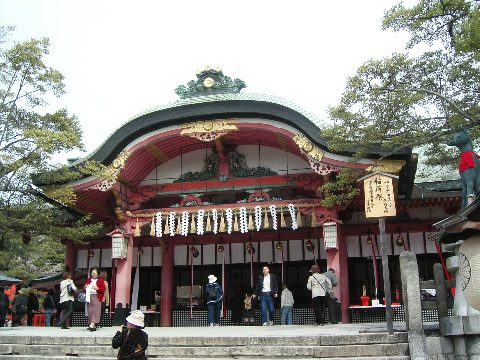
Gebedsruimte (haiden) voor de honden van de Fushimi Inari-taisha, een van de bekendste shinto-schrijnen

Een schrijn (Latijn: scrinium) is een plaats voor het bewaren van kostbare zaken. Meestal wordt met een schrijn een reliekschrijn bedoeld: een reliekhouder in de vorm van een kist(je), waarin relikwieën worden bewaard. Het woord wordt echter ook gebruikt voor een tempel, kapel of ander heiligdom met een zekere aantrekkingskracht op bedevaartgangers.
Schrijnen (in de eerste betekenis) worden vaak van hout gemaakt en voorzien van houtsnijwerk. De mensen die dit doen worden schrijnwerkers genoemd. Schrijnwerkers maken echter niet alleen kisten, maar ook kasten en ander meubilair. Vandaar het alternatieve woord meubelmaker. Ook wordt de term wel verruimd tot timmerman. Het woord schrijn wordt in bepaalde dialecten in de betekenis van doodskist gebruikt.
Een schrijn kan ook een (klein) gebouw zijn.

## Shintoïsme
In japanologische context verwijst schrijn, mede onder invloed van het Engelse shrine, naar een shintoïstisch heiligdom (Japans: jinja, jingū, miya of shinden).

## Islam
In sommige richtingen van de islam, met name in het sjiisme, komen eveneens schrijnen voor; heiligdommen waar de lichamen van belangrijke geestelijken worden bewaard.